# Deutsche Poolbillard-Meisterschaft 2001 (Ladies)
Die Deutsche Poolbillard-Meisterschaft 2001 war die erste Austragung zur Ermittlung der nationalen Meistertitel der Ladies in der Billardvariante Poolbillard. Sie fand in Willingen statt.
Es wurden die Deutschen Meisterinnen in den Disziplinen 14/1 endlos, 8-Ball, 9-Ball und 8-Ball-Pokal ermittelt.

## Medaillengewinnerinnen
| Disziplin    | Gold                                   | Silber                         | Bronze                                   | Bronze                                 |
| ------------ | -------------------------------------- | ------------------------------ | ---------------------------------------- | -------------------------------------- |
| 14/1 endlos  | Trixi Schulz (BC Alsdorf)              | Klara Lensing (PBC Kelze Ente) | Brigitte Ganze (PBV Königs Wusterhausen) | Margit Schlosser (PV Astoria Walldorf) |
| 8-Ball       | Margit Schlosser (PV Astoria Walldorf) | Klara Lensing (PBC Kelze Ente) | Brigitte Ganze (PBV Königs Wusterhausen) | Trixi Schulz (BC Alsdorf)              |
| 9-Ball       | Trixi Schulz (BC Alsdorf)              | Klara Lensing (PBC Kelze Ente) | Angelika Weber (PBC Rot-Gelb Stolberg)   | Margit Schlosser (PV Astoria Walldorf) |
| 8-Ball-Pokal | Trixi Schulz (BC Alsdorf)              | Klara Lensing (PBC Kelze Ente) | Angelika Weber (PBC Rot-Gelb Stolberg)   | Margit Schlosser (PV Astoria Walldorf) |